# Lignella richardi
Lignella richardi är en korallart. Lignella richardi ingår i släktet Lignella och familjen Keroeididae. Inga underarter finns listade i Catalogue of Life.